# Argentinadraco
Argentinadraco (лат.) — род птерозавров из надсемейства Azhdarchoidea, окаменелые остатки которых были обнаружены в верхнемеловых отложениях Аргентины. В род включают единственный вид Argentinadraco barrealensis, описанный в 2017 году Александром Келльнером и Хорхе Кальво. Этот птерозавр необычен наличием нижней челюсти с вогнутым нижним краем, а также с парой выступов и впадин на верхней поверхности. Эти особенности отличают его от всех других входящих в подсемейство групп, затрудняя его систематику. Выступы на нижней челюсти, возможно, использовались для питания мелкими беспозвоночными, которых этот птерозавр доставал из рыхлого осадка озёр и рек, возле которых он обитал.

## Открытие и название

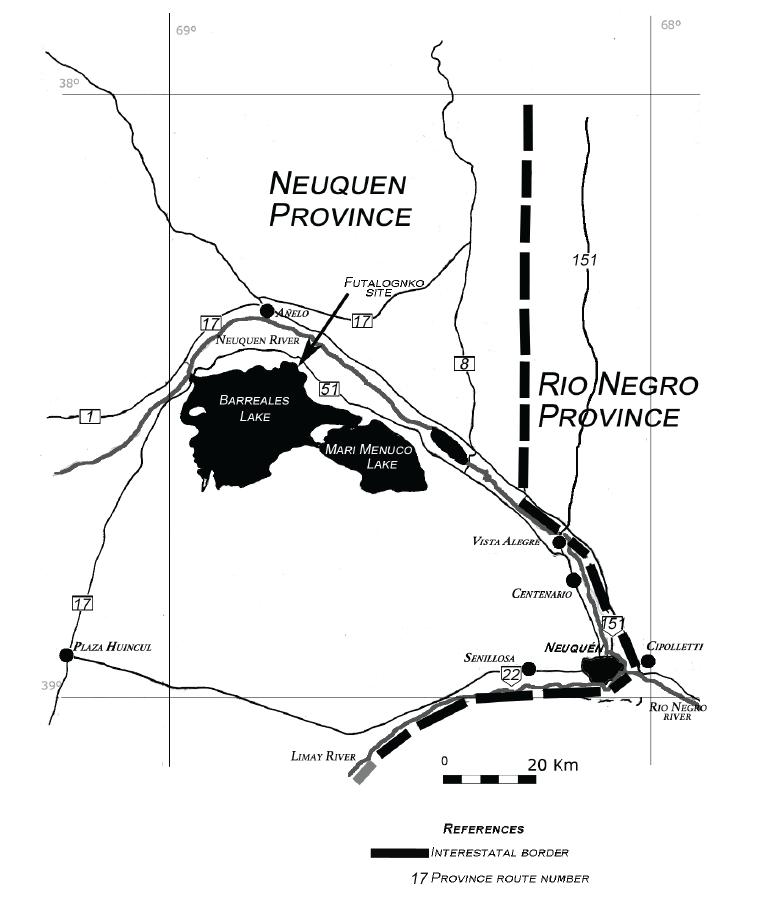
Карта, показывающая местоположение карьера Футалонко

Argentinadraco известен по единственной нижней челюсти, в которой отсутствует задняя часть. Образец сжат, особенно возле кончика челюсти. Внесённый в каталог как MUCPv-1137 в Палеонтологическом центре Лаго-Барреалис в Национальном университете Комауэ, голотип был обнаружен в слоях жёлтого песчаника и красно-зелёного глинозёма в карьере Футалонко, расположенного на северном берегу озера Барреалис. Озеро находится в 90 километрах к северо-западу от города Неукен, Патагония (Аргентина). Обнажённые отложения карьера относят к геологической формации Портезуэло, входящей в состав группы Неукен, которую датируют туронским — коньякским ярусами верхнемеловой эпохи.
Келльнер и его команда кратко описали образец в реферате, представленном на Четвёртом латиноамериканском конгрессе палеонтологии позвоночных 2011 года. В 2017 году Келльнер вместе с Хорхе Кальво формально описали и назвали новый вид Argentinadraco barrealensis. Название рода происходит от Аргентины, с добавлением лат. draco — дракон; видовое название отсылает к месту находки — озеру Барреалис.

## Описание

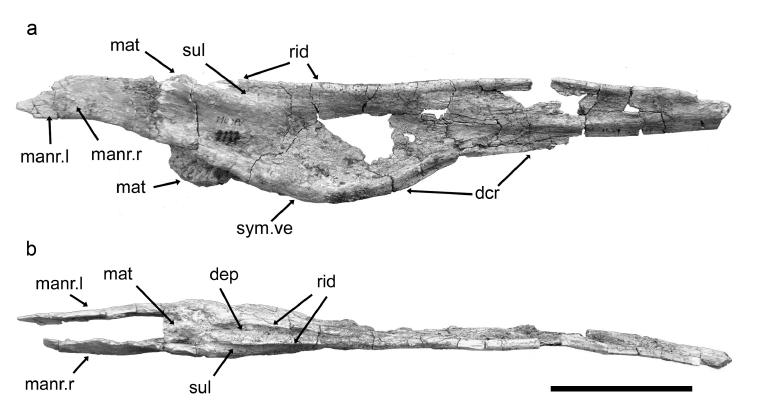
Голотип

Размер птерозавра оценить сложно, но сохранившийся фрагмент нижней челюсти имеет длину 259 мм. Симфиз, вероятно, был длинным, достигая при жизни животного 50 % всей длины челюсти. Наружный слой кости тонкий, а кости челюсти полностью срослись, что характеризует Argentinadraco как относительно производного (специализированного) птерозавра.
Хотя верхний край нижней челюсти прямой, как у всех аждархид, нижний край симфиза глубокий (44 мм в глубину) сзади, при этом он становится более пологим спереди, что делает его заметно вогнутым. Это отличает Argentinadraco не только от других аждархид, но и от других аждархоидов. Весь нижний край тупой и утолщённый. Ещё одной необычной чертой является небольшой гребень вдоль вогнутой части нижнего края, однако он не так развит, как гребни тапеярид.
Верхняя поверхность симфиза ограничена тупыми внешними краями (в отличие от острых краёв Thalassodromeus), разделёнными узкой впадиной. Эта впадина становится вогнутой в задней части челюсти, и она окружена парой хорошо развитых гребней, отставленных от фактических внешних краёв, что необычно, поскольку у прочих известных представителей группы этого не наблюдается. Гребни отделены от внешних краёв узкими углублениями. Большинство других беззубых птерозавров имеют простую уплощённую или вогнутую поверхность. В задней части симфиза имеется неглубокая ямка, которая заканчивается двумя сегментами, как у Caupedactylus и Quetzalcoatlus.

## Систематика

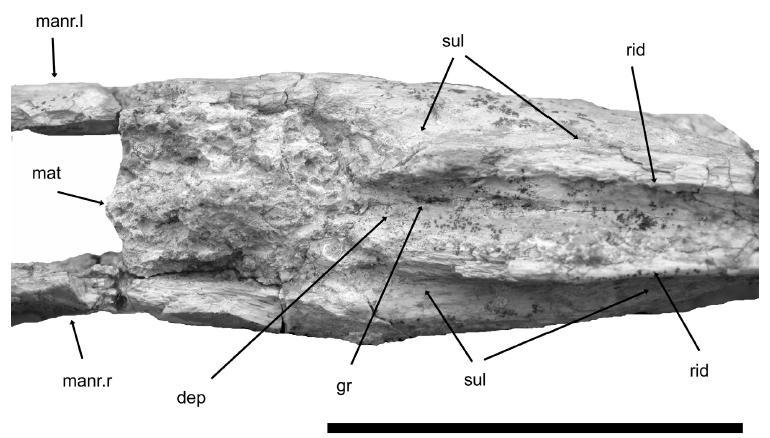
Крупный план гребней и впадин на внутренней стороне челюсти

Из-за отсутствия зубов у птерозавра авторы описания разместили новые род и вид в надсемействе аждархоидов, но более точная систематика затруднительна ввиду ограниченности ископаемого материала. Дело в том, что нижние челюсти представителей семейств Thalassodromidae, Chaoyangopteridae и Azhdarchidae имеют тенденцию быть или очень похожими, или радикально расходящимися в пределах одной и той же группы. Пропорции, по крайней мере, передней части нижней челюсти Argentinadraco напоминают пропорции аждархида Zhejiangopterus и представителей Chaoyangopteridae Chaoyangopterus и Shenzhoupterus.
Новый таксон, однако, имеет отличия от всех трёх групп. Его челюсти более крепкие и короткие, чем у кетцалькоатля и некоторых других аждархид. Глубокий задний край и затупленные гребни на верхней поверхности также отличают его от Thalassodromidae и Chaoyangopteridae. В то время как род Tupuxuara имеет гребень на нижнем краю челюсти, он не имеет неглубокой впадины на верхней поверхности. Келльнер и Кальво предварительно отнесли Argentinadraco к семейству аждархид. Однако, возможно, этот род следует выделить в самостоятельное семейство.
Тем не менее, Argentinadraco можно с уверенностью исключить из семейств Pteranodontidae, Nyctosauridae и Tapejaridae — других групп беззубых птерозавров. Задняя часть симфиза у Argentinadraco глубокая, как и у птеранодонтид, но самая глубокая точка находится дальше; выступ симфиза наклонён вниз вместо того, чтобы быть изогнутым, как у птеранодонтид, а край симфиза с двумя сегментами у этого семейства также не известен. У представителей семейства Nyctosauridae имеется выступ симфиза и верхний край изгибается вверх. Наконец, у описанного птерозавра не было загнутой вниз челюсти, ступенчатого верхнего края или глубокого гребня — признаков, характеризующих представителей Tapejaridae, и его челюсть гораздо менее крепкая.

## Палеобиология
Необычно сложная комбинация гребней и впадин на нижнечелюстной поверхности птерозавра позволяет предположить, что нижняя челюсть каким-то образом сцеплялась с верхней челюстью. Между тем, на примере птеранодона глубокая задняя часть симфиза предполагает сильный укус. Келльнер и Кальво предположили, что своей особой челюстью Argentinadraco рыхлил осадок в реках и озёрах, выискивая мелких беспозвоночных, например, ракообразных. Авторы описания объяснили такой образ жизни как подходящий для наземных моделей питания аждархид.

## Палеоэкология
Карьер Футалонко представляет собой континентальное месторождение, осаждённое во влажной среде извилистых рек. Здесь был обнаружен разнообразный ископаемый материал, включая растения, костных рыб, черепах, крокодиломорфов, титанозавровых завропод, теропод и орнитопод. За исключением немногих изолированных посткраниальных костей птерозавров, ископаемый материал этой группы архозавров встречается здесь чрезвычайно редко. Вероятно, фоссилии Argentinadraco сохранились после того, как его кости были похоронены медленным течением реки на речном побочне.